# Gestion de l'eau

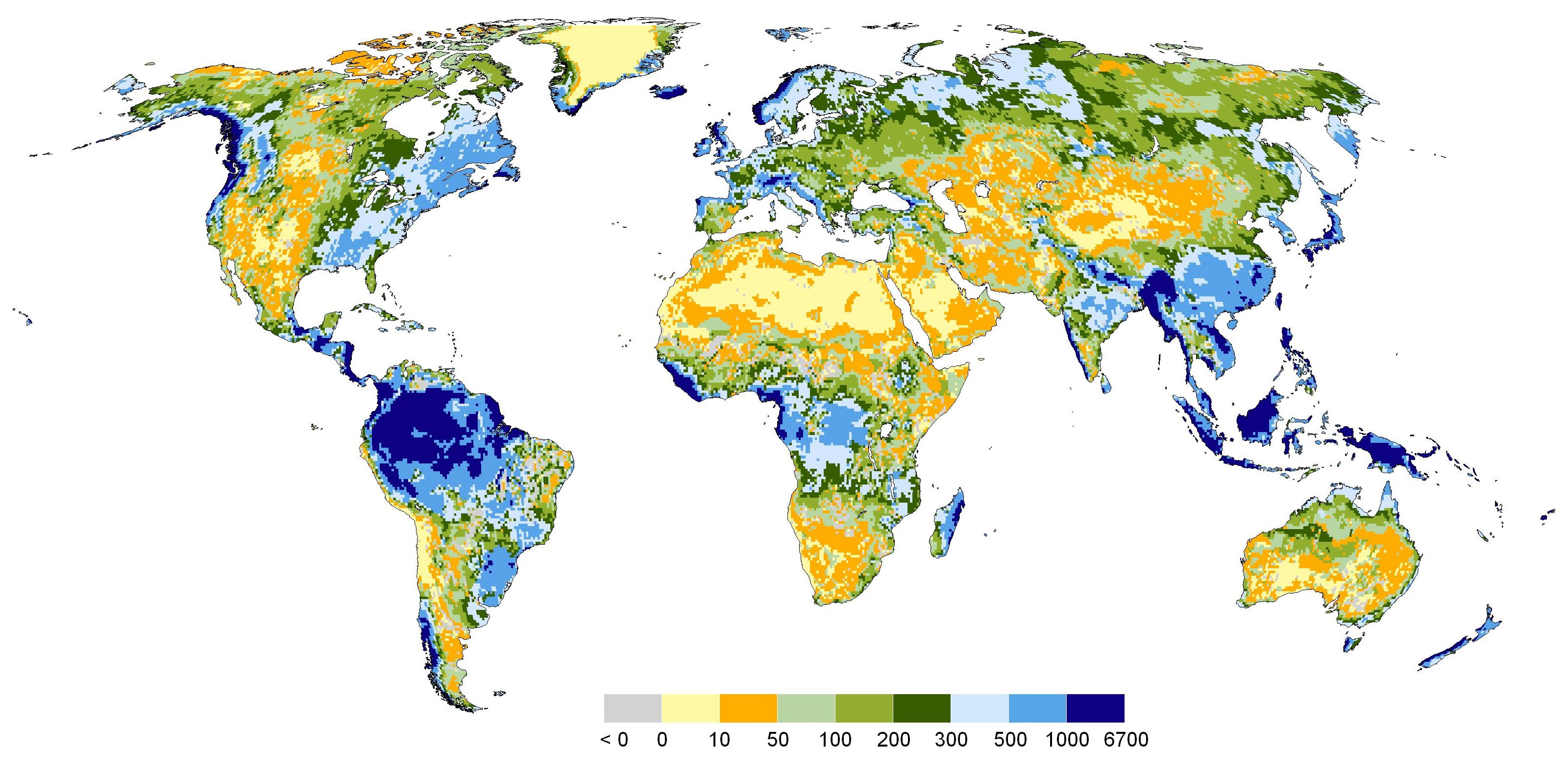
Total des ressources en eau douce renouvelables du monde, en mm/an (moyenne à long terme pour les années 1961-1990). L'eau douce est une ressource naturelle rare et vulnérable, ce qui en fait un objet de convoitise au cœur de tensions (diplomatiques, politiques et sociales) et de conflits de l'eau internationaux ou intra-nationaux, et ce qui complique sa gestion.

La gestion de l'eau est l'activité qui consiste à protéger, planifier, développer, distribuer et gérer l'utilisation optimale des ressources en eau et des milieux aquatiques, des points de vue qualitatif et quantitatif. Ceci inclut la gestion des risques « quantitatifs » et évènements extrêmes de sécheresse et pénurie, d'inondations et de crues, érosion des sols et du trait de côte, d'intrusions marines, notamment liés au changement climatique, à la déforestation et à la destruction des zones humides. S'y ajoutent les questions de pollutions telluriques des zones côtières et des mers et océans, par les activités humaines, essentiellement charriées par les fleuves.
Axée sur le développement des ressources en eau depuis les années 1970, cette activité se tourne sur leur gestion dans les années 1980 et sur la gestion intégrée des ressources en eau dans les années 1990, cette évolution traduisant la mobilisation du secteur public et privé en faveur du développement durable.
En 2017, au moins 196 villes mondiales, soit 1,2 milliard de personnes (20 % de la population) sont considérées comme confrontées à des problèmes de gestion de l’eau selon le CDP (ex. : Miami, Pittsburgh (États-Unis) et Johannesburg (Afrique du Sud), qui sont confrontées à un risque « extrême » d’inondations.
Les actions de gestion sont de court, moyen et long termes et pour certaines doivent concerner tout un bassin versant. Elles concernent donc de nombreux acteurs (dont collectivités publiques, entreprises agriculteurs et habitants), entités décisionnelles réunies sous le nom de gouvernance de l'eau. Dans un contexte de marchandisation l'eau est de plus en plus perçue comme une ressource naturelle précieuse et un bien commun à partager avec les autres êtres vivants de la planète ; une ressource limitée et inégalement répartie, à utiliser de manière économe et à dépolluer avant de la rendre au milieu naturel.

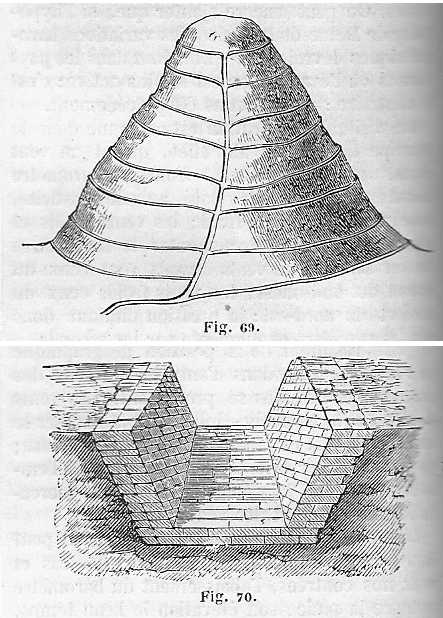
La gestion par l'homme de cette ressource est ancienne, et commence dès la montagne, parfois comme ici avec des systèmes sophistiqués de collecte et transport de l'eau, dits barradines, bief ou bisse selon les régions ; Sorte de fossé pratiqué en écharpe sur le flanc des montagnes et destinés à recueillir les eaux pluviales pour les écouler avec une faible pente.

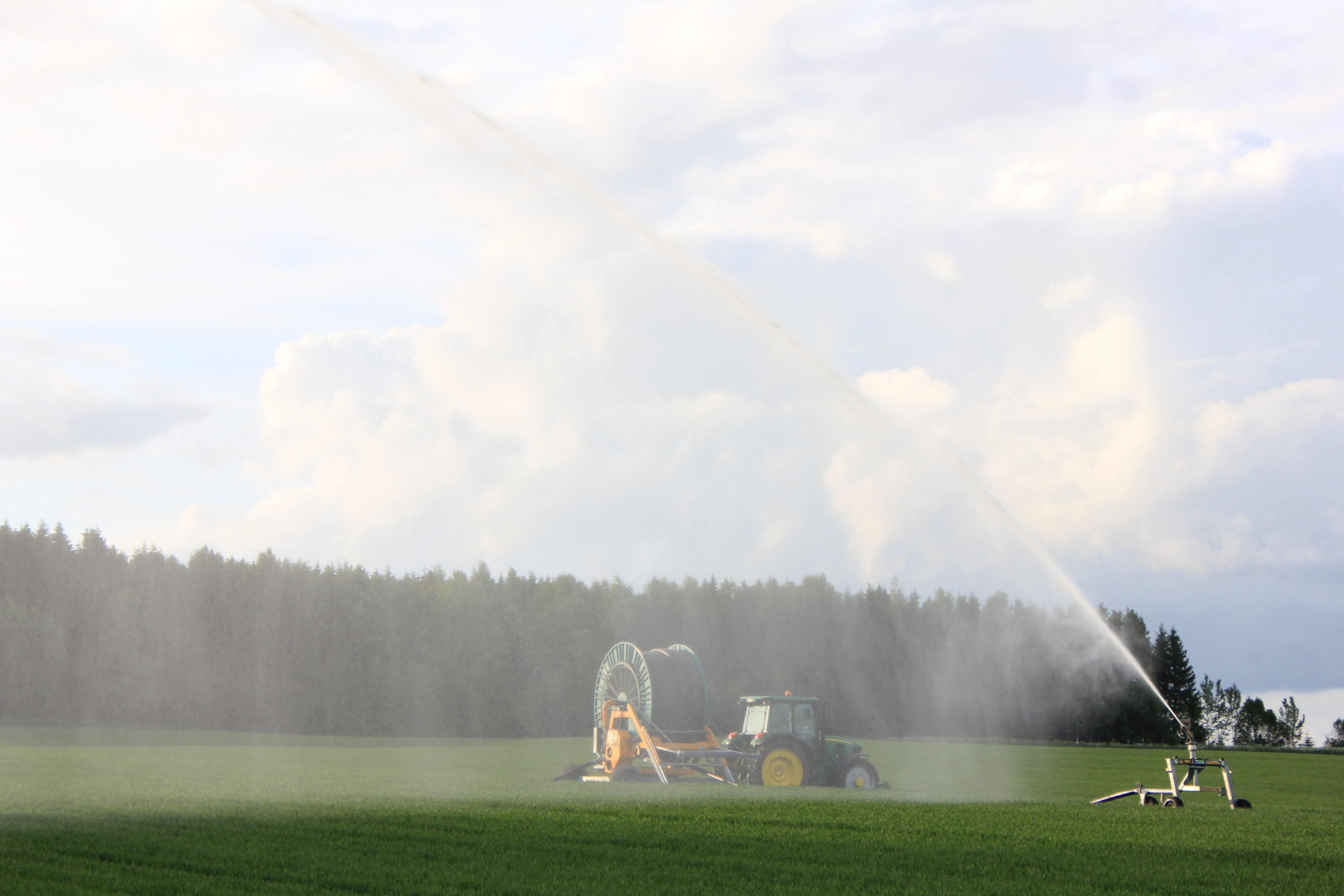
L'irrigation agricole est la première source de consommation d'eau dans le monde. Les techniques de goutte à goutte sont les plus économes. Les grands arrosages industriels perdent une partie de l'eau par ruissellement et par évaporation.

## Inégalités face à l'eau
Les ressources en eau douce étant très inégalement réparties dans le monde, certaines régions ont des surplus, alors que d'autres sont en manque par rapport aux besoins.
Idéalement, la planification de la gestion de l'eau a un rapport avec tous les besoins en eau et cherche à allouer l'eau équitablement pour satisfaire tous les usages et les demandes.
Des outils de solidarité entre bassins ou entre l'amont et l'aval d'un bassin se mettent parfois en place, possiblement via les contrats de rivières devenus des SAGE en France, avec l'aide des agences de l'eau.

### Formes de gouvernance
Selon Molle, la gouvernance de l'eau, concept en constante évolution, peut prendre différentes formes en fonction des caractéristiques de la ressource et de la société, ainsi que de l'échelle considérée. Elle peut être envisagée au niveau global, national, ou local comme au niveau des bassins versants ou des agglomérations urbaines en particulier. À ces différentes échelles, les décisions varieront en fonction du temps, du contexte des acteurs, des registres de connaissances mobilisés, des perceptions et des intérêts en jeu .

## Utilisations de l'eau
Il faut distinguer eau consommée, eau prélevée et préciser les lieux d'utilisation. Si l'eau prélevée par les collectivités et les producteurs d'énergie est restituée au milieu naturel (sous forme des rejets plus ou moins pollués dans les cours d'eau ou les nappes, eau prélevée), l'eau peut aussi avoir été absorbée (par les plantes, pour la production de produits industriels) et ne plus être restituée au milieu, eau consommée donc.
Les utilisations de l'eau sont traditionnellement réparties entre secteurs domestique – l'eau domestique – agricole – l'eau agricole et industriel – l'eau industrielle –, en pourcentage de l’utilisation totale de l’eau. Le secteur domestique comprend généralement des utilisations domestiques et municipales ainsi que l'utilisation commerciale et gouvernementale de l'eau. Le secteur industriel comprend généralement l'eau utilisée pour le refroidissement des centrales électriques et la production industrielle. Le secteur agricole comprend l'eau pour l'irrigation et l'élevage. Le secteur de l'énergie (y compris la production d'électricité et la production d'énergie primaire) est souvent inclus dans le secteur industriel dans les analyses de l'utilisation de l'eau; gros utilisateur et consommateur, il peut faire d'autre part l'objet d'un comptage séparé.
Bien que cette classification fournisse des données précieuses, il s’agit d’un moyen limité d’examiner l’utilisation de l’eau dans un monde globalisé, dans lequel les produits ne sont pas toujours consommés dans leur pays d’origine. Le commerce international des produits agricoles et industriels crée en effet un flux mondial d’eau virtuelle, ou eau incorporée (assimilable à la notion d’énergie incorporée ou énergie grise). La notion d'empreinte eau y est attachée.
Selon la FAO,, l’agriculture occupe aujourd’hui 11 % de la surface des terres émergées de la planète aux fins de la production végétale et utilise autour de 70 % de toute l’eau tirée des aquifères, des cours d’eau et des lacs (eau douce). Elle est suivie par l'industrie (autour de 20 %) et le secteur domestique (autour de 10 %).
L'agriculture est donc le premier secteur de prélèvement d'une façon très générale dans les pays d'Asie, d'Afrique et du Moyen-Orient.
En France l'agriculture, représente alors 48 % de la consommation nette. L'agriculture est le plus gros consommateur d'eau et compte pour la moitié des volumes consommés. Elle prélève d'autre-part beaucoup d'eau pour ses centrales thermiques, 59,3 % des prélèvements totaux en eau douce du pays en 2012 (OCDE 2012).

## Organisation
Faute d'une organisation adaptée, les dysfonctionnements dans les usages de l'eau débouchent trop souvent sur du stress hydrique et des maladies dues au manque d'eau, quelquefois sur de la mortalité, ou à des conflits entre pays frontaliers qui partagent un même bassin versant.
Une bonne gestion de l'eau repose sur la mise en place d'une organisation adaptée. Certains pays ont mis en place des agences de bassin, organisations publiques qui participent à la gestion de l'eau sur un bassin versant. C'est le cas par exemple de la France avec les agences de l'eau et Voie navigables de France (VNF).
Néanmoins, comme le montre l'exemple du Viêt Nam, calquer un modèle de gouvernance du Nord dans un pays du Sud sans prendre en compte la complexité du terrain peut s’avérer peu efficace à court terme.
Il est essentiel de considérer les autorités et réseaux de gestion déjà mis en place, héritiers d’un système parfois séculaire.

## En France
Une gestion visant d'abord l'accès de tous (particuliers, industrie, énergie, agriculteurs…) à l'eau potable dans tout le pays s'est mise en place au début du XXe siècle, grâce notamment à l'adduction d'eau dans les campagnes, et par la verdunisation (désinfection par le chlore) dans un contexte hygiéniste. Depuis les années 1980 les tuyauteries de plomb sont peu à peu remplacées (avec du retard sur les objectifs).
Plusieurs lois sur l'eau et le modèle des Agences de l'eau ont renforcé ces objectifs, et l'assainissement privé, collectif et industriel, à une gestion à l'échelle des bassins versants. Le contrat de rivière a été transformé en SAGE, dans le cadre de SDAGEs, en application de directives européennes dont la Directive cadre sur l'eau, la Directive Nitrates…
En 2013, selon le Centre d'analyse stratégique (CAS) la France peine encore à gérer les fuites du réseau et le gaspillage d'eau potable, à respecter la législation européenne sur les nitrates, les pesticides et les pollutions diffuses. De grands bassins risquent en outre de manquer d'eau d'irrigation et/ou potable (bassins Seine-Normandie, Adour-Garonne et Rhône-Méditerranée) ; Le modèle français va devoir être adapté pour faire face à de nouveaux défis qui sont quantitatifs, liés aux risques accrus d'inondation et de sécheresse (dans le cadre du dérèglement climatique). Ils sont aussi qualitatifs, avec de « nouveaux » polluants à gérer dont les pesticides, nitrates, perturbateurs endocriniens, PDB, dioxines, furanes, perchlorates, etc.). Ils concernent aussi la soutenabilité de la tarification de l'eau et de protection ou gestion restauratoire de la ressource.
Le CAS a recommandé en 2013 de passer d'une approche priorisant le « petit cycle de l'eau (production-consommation-traitement) » à une gestion intégrée et globale du « grand cycle de l'eau », incluant la protection des nappes et zones humides ; tout en rationalisant les investissements publics, avec un effort de mises aux normes européennes et de renouvellement matériel de certains segments du parc. Le CAS suggère que les collectivités (communes, établissements publics chargés de la gestion des services d'eau et d'assainissement) soient encouragées à réinvestir leurs éventuels excédents budgétaires dans l'amélioration de la qualité de l'eau. Ceci est théoriquement permis par la loi sur l'eau et les milieux aquatiques (Lema) depuis 2006, mais interdit par l'article L.1618-1 du Code général des collectivités territoriales. Ce dernier ne permet pas à une collectivité de « placer » des excédents de sommes récoltées auprès d'usagers de services d'intérêt public à caractère industriel et commercial. Le CAS estime que les services gérés en délégation de service public devraient être obligés d'avoir un compte de trésorerie propre (comme pour les services gérés en régie).
Le CAS invite à limiter les consommations d'intrants agricoles, (avec des mesures fiscales si nécessaire, en augmentant par ex. la TVA sur les engrais azotés, avec des compensations adéquates via les mesures agro-environnementales par exemple). Des pratiques culturales économies en eau, plus résilientes et plus résistants à la sécheresse sont recommandées (modes d'irrigation, variétés et assolements adaptés au contexte bioclimatique).
Selon le CAS (2013), les compteurs intelligents et la télégestion des réseaux, une révision des tarifications (le prix moyen a été multiplié par trois de 1990 à 2012 pour atteindre 3 €/m3 environ, mais le tarif reste dégressif pour les gros consommateurs ; Le CAS invite à augmenter la part variable de la facture et non la part fixe de l'abonnement), ainsi que des clauses innovantes à insérer dans les contrats de Délégation de service public (obligations de résultat en matière environnementale) pour à améliorer la gestion de l'eau. Là où l'eau risque de manquer, le CAS invite à instaurer, après études des impacts, "une tarification progressive et/ou une tarification saisonnière" et/ou à baser la facture sur des indicateurs de performance environnementale et sociale pour « concilier couverture des coûts, actions de préservation de la ressource et équité sociale ». Une « taxe pluviale assise sur le foncier imperméabilisé » a été créée en 2011 [réf. incomplète] permettant de financer la gestion des eaux pluviales urbaines, mais en 2013 peu de collectivités l'utilisaient (hormis la communauté d'agglomération du Douaisis pour les EPCI), et ce dispositif a finalement été abrogé en 2015 en raison d'un coût de collecte supérieur à son rendement.
En 2016, un rapport (sénatorial) a fait un bilan de la Loi sur l'eau de 2006, et des propositions, basées sur les mêmes constats. Un rapport « Eau : urgence déclarée » est rendu par les sénateurs Henri Tandonnet et Jean-Jacques Lozach, en juin 2016, alertant sur les risques pour l'eau induits par le changement climatique.
Début 2017, le sénat a adopté une résolution reprenant les principales propositions du rapport précédemment cité, encourageant à la fois le « pragmatisme », « discernement », le respect des directives européennes et « des objectifs réalistes, pragmatiques et stables » en demandant aussi que l'État cesse ses prélèvements sur le fonds de roulement des agences de l'eau. Le rapport promeut aussi une sécurisation juridique des organismes uniques de gestion collective (OUGC), et une recharge des nappes, ainsi que les retenues de substitution (malgré diverses critiques faites sur ces retenues à propos de leurs effets sur l'environnement, dont par une expertise scientifique collective (Esco) faite sous l'égide de l'Irstea. Une simplification des procédures est recommandée pour le nettoyage des rivières, les autorisations de pompage ou l'instruction des dossiers de création des retenues d'eau. Un volet prospectif devrait être ajouté sur le changement climatique dans les SDAGEs et les propriétaires ruraux devraient être associés comme des acteurs environnementaux ajoutent les sénateurs.
En France, 60 % du marché de l'eau potable est contractualisé par les communes avec des entreprises privées. Les prix par m3 sont en moyenne de 3,50 € sous gestion publique et de 4,17 € sous gestion privée.

### Dans les collectivités territoriales

#### Rôle des communes
La commune est, en France, l’échelon territorial central de distribution de l'eau domestique depuis une loi de 1790. Elles doit gérer l’approvisionnement en eau potable et assainir les eaux usées conformément aux articles article L2224-7-1 et article L2224-8 du code général des collectivités territoriales. Ce sont de plus en plus les communautés urbaines qui assument ce service public conformément à l’article L5215-20 du code général des collectivités territoriales.
Cette gestion de l’eau à l’échelle communale peut s’intégrer dans une gestion à portée environnementale. À titre d’exemple, la commune de Château-Renault (Indre-et-Loire) a fait construire en 2008 un bassin de stockage des eaux épurées relié par un réseau d’irrigation à des propriétés agricoles. À la sortie de la station d’épuration l’eau est stockée dans ce bassin puis utilisée pour l’exploitation agricole. Cette méthode limite l’impact de la consommation d’eau en période de sécheresse. La ville de Paris s'est dotée en 2015 d'un « schéma directeur d'eau non potable » visant à rénover en cinq ans (2015-2020) avec 60 millions d'euros le réseau d'eau non potable, diversifier ses ressources et usages.

#### Rôle des départements
Conformément à l’article L3232-1-1 du code général des collectivités territoriales, les départements soutiennent financièrement les petites communes rurales dans le domaine de l'assainissement, de la protection de la ressource en eau, de la restauration et de l'entretien des milieux aquatiques.
Les départements participent à l’élaboration et à la mise en œuvre du Schéma d'aménagement et de gestion des eaux (SAGE), du Schéma directeur d'aménagement et de gestion des eaux (SDAGE) et du schéma départemental d’alimentation en eau potable. De plus la direction départementale des territoires (DTT) et le service départemental de l'ONEMA fixent les normes de rejets polluants pour les installations non classées et autorisent les prélèvements d'eau.
Enfin, les départements sont chargés de l’aménagement, de l’entretien et de l’exploitation des cours d'eau, canaux, watringues, lacs et autres plans d'eau transférés aux départements. À titre d’exemple, le département de la Charente entretient plus de 400 km de berges du fleuve la Charente. Il est chargé de l’entretien et de la gestion d’une partie du fleuve comprise en Montignac et Port de Lys. Il doit aussi assurer la gestion de ses composantes hydrauliques présentes sur le fleuve soit 19 écluses, 26 retenues principales et neuf barrages automatisés.

#### Rôle des régions
La région contribue à l’élaboration et à la mise en œuvre du Schéma directeur d'aménagement et de gestion des eaux (SDAGE) et des Schémas d'aménagement et de gestion des eaux (SAGE).
La région est compétente en matière d'aménagement du territoire via le SRADDT et le SRCE est responsable de l’aménagement, de l’entretien et de l’exploitation des cours d’eau, canaux, lacs et plans d’eau (ou ports) qui lui ont été transférés. Elle peut dans ce cadre intervenir dans l'étude, l'exécution ou l'exploitation de tous travaux, ouvrages ou installations visant à l'approvisionnement en eau. À titre d’exemple, Le conseil régional d'Alsace subventionne en partie l’Association pour la Protection de la Nappe Phréatique de la Plaine d’Alsace (APRONA) créée le 28 mars 1995. Cette association contrôle la qualité de la nappe phréatique rhénane présente sous la région Alsace.

#### Les modèles de gestion des cours d'eau
Entre naturalité et cours d'eau très artificialisé par ses aménagements successifs au cours des âges, la recherche du bon état écologique exigé en Europe par la Directive Cadre sur l'eau, de nombreux modèles de gestion sont possibles, basés sur une hiérarchisation différente des enjeux (publics et privés) et priorités des acteurs de l'eau et parfois sur la notion de multifonctionnalité.
Selon une analyse des alternatives proposées au « modèle de la rivière aménagée » publiée en 2013 par Marie-Anne Germaine et Régis Barraud les « modèles de gestion des rivières » se confrontent, se complètent ou parfois s'opposent ; la rivière comme infrastructure naturelle ; la patrimonialisation de la rivière aménagée, face à des « injonctions de l’État, relais des campagnes en faveur de l'effacement des barrages ? » (basées sur la notion de libre circulation des organismes aquatiques, mais qui peut parfois avoir pour inconvénient quand le bassin versant a été modifié par l'agriculture, les voies de circulation et l'urbanisation de ne pas prendre en compte certains rôles utiles des barrages en termes de conservation de l'eau et d'alimentation des nappes (Cf. Loi de Darcy), une approche intermédiaire pouvant être selon la « concertation pour le maintien du caractère multifonctionnel des rivières », qui peut alors promouvoir la restauration d'une certaine naturalité là où cela est possible et la construction d’ascenseurs à poissons ou de passes à poissons là où cela semble nécessaire pour des raisons hydrauliques ou de patrimoine culturel.

#### Quelques chiffres
La ressource en eau en France est de l'ordre de 200 milliards de m3/an en moyenne, soit de l'ordre de 3 300 m3/habitant/an[source insuffisante].
Les prélèvements sont de l'ordre de 33 milliards de m3 par an en moyenne, dont 19 % proviennent des eaux souterraines et 81 % des eaux de surface. L'agriculture représente 70 % des consommations anthropiques, l'usage domestique 23 % et la production d'énergie 7 %.

## Au Luxembourg
Au Luxembourg, la gestion et la distribution de l'eau est une compétence majoritairement assurée par les syndicats intercommunaux sous la houlette de l'Administration de la gestion de l'eau du Ministère de l'Environnement, du Climat et de la Biodiversité :
- Syndicat des eaux du barrage d'Esch-sur-Sûre (SEBES)
- Syndicat des eaux du Sud (SES)
- Syndicat des eaux du Centre (SEC)
- Syndicat des eaux du Sud-Est (SESE)
- Syndicat d'eau Savelborn Freckeisen
- Syndicat intercommunal pour la distribution d'eau potable dans la région de l'Est (SIDERE)

L'urbanisation et l'importante surface agricole font que la qualité de l'eau est en dessous de la moyenne européenne.

## Au Moyen-Orient
Les ressources en eau sont particulièrement critiques au Moyen-Orient, alors que les nappes phréatiques sont souvent mal exploitées. En raison d'une forte croissance démographique, ainsi qu'un développement agricole important, les ressources déjà rares sont menacées. La gestion des eaux est source de tensions politiques entre les États. La construction de barrages permet de protéger contre les crues et les inondations, de sécuriser les ressources en eau notamment pour l'agriculture, mais diminue le débit du fleuve en aval,. Sur le Tigre ou l'Euphrate, de nombreux barrages ont ainsi été construits.